# Municipio de Romness
El municipio de Romness (en inglés: Romness Township) es un municipio ubicado en el condado de Griggs en el estado estadounidense de Dakota del Norte. En el año 2010 tenía una población de 36 habitantes y una densidad poblacional de 0,39 personas por km².

## Geografía
El municipio de Romness se encuentra ubicado en las coordenadas 47°32′26″N 98°2′19″O / 47.54056, -98.03861. Según la Oficina del Censo de los Estados Unidos, el municipio tiene una superficie total de 92.64 km², de la cual 92,51 km² corresponden a tierra firme y (0,14 %) 0,13 km² es agua.

## Demografía
Según el censo de 2010, había 36 personas residiendo en el municipio de Romness. La densidad de población era de 0,39 hab./km². De los 36 habitantes, el municipio de Romness estaba compuesto por el 100 % blancos. Del total de la población el 0 % eran hispanos o latinos de cualquier raza.